# Musée Maison de Dante
Le musée Maison de Dante (en italien Museo Casa di Dante) est un lieu touristique créé en 1911 situé via Santa Margherita dans une demeure reconstruite dans le   centre historique de Florence, lieu « prétendu » de la naissance du poète italien Dante Alighieri (1265-1321) à Florence en Toscane en Italie.

## Historique
En 1910 la municipalité de Florence fait construire par l'architecte Giuseppe Castellucci un édifice selon les plans d'une demeure florentine du XIIIe siècle et la place fut créée lors de la démolition des bâtiments alentour, sur les lieux où se dressaient les habitations de la famille Alighieri, dont très peu d'éléments ont été conservés. Lieu présumé (depuis 1910) où la tradition veut que Dante soit né en mai 1265, dans le centre historique de Florence, entre la piazza del Duomo et la piazza della Signoria, le musée est ouvert en 1911,  consacré à la vie et à l’œuvre de l’auteur de la Divine Comédie.

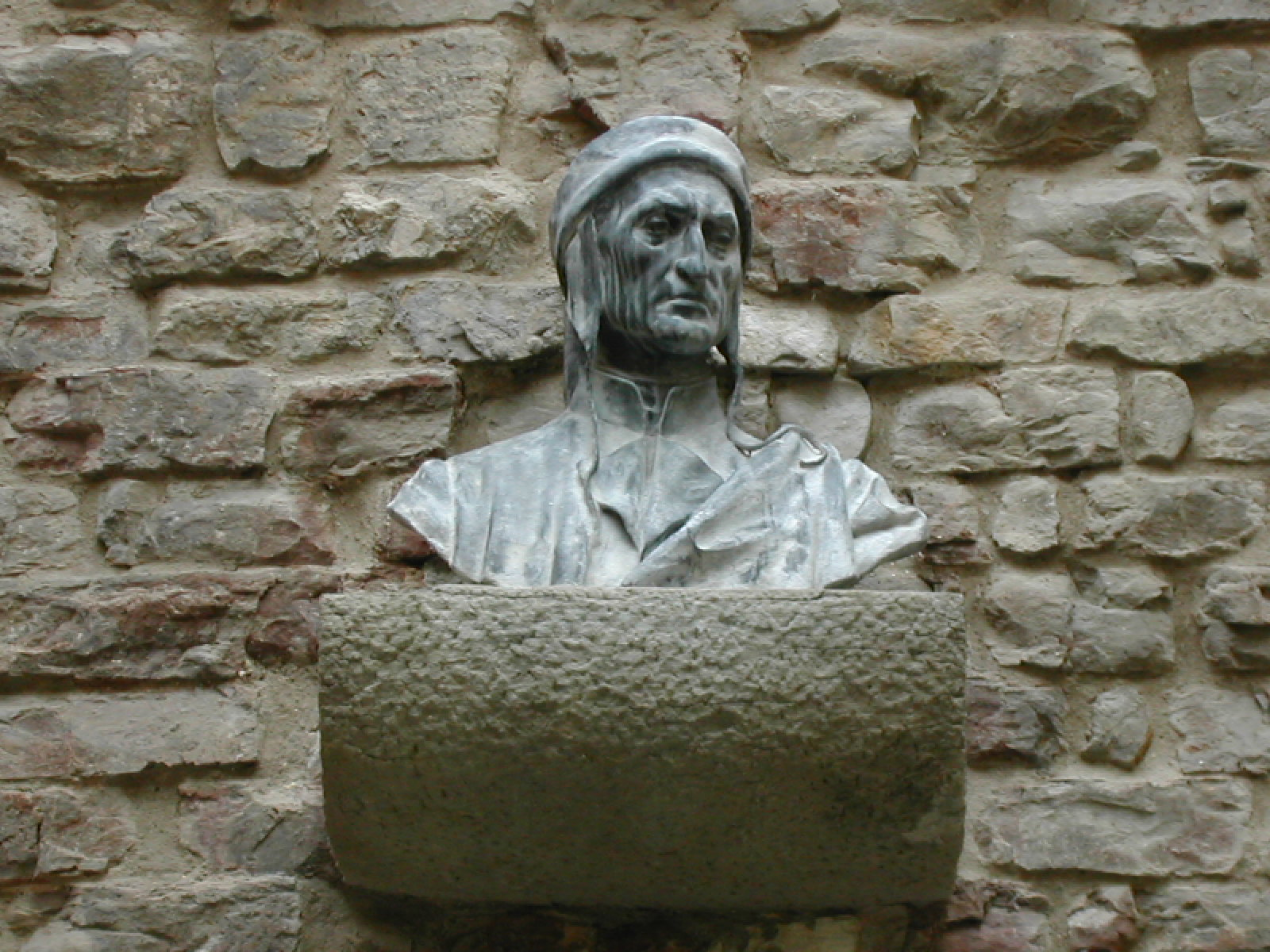
Buste de Dante Alighieri
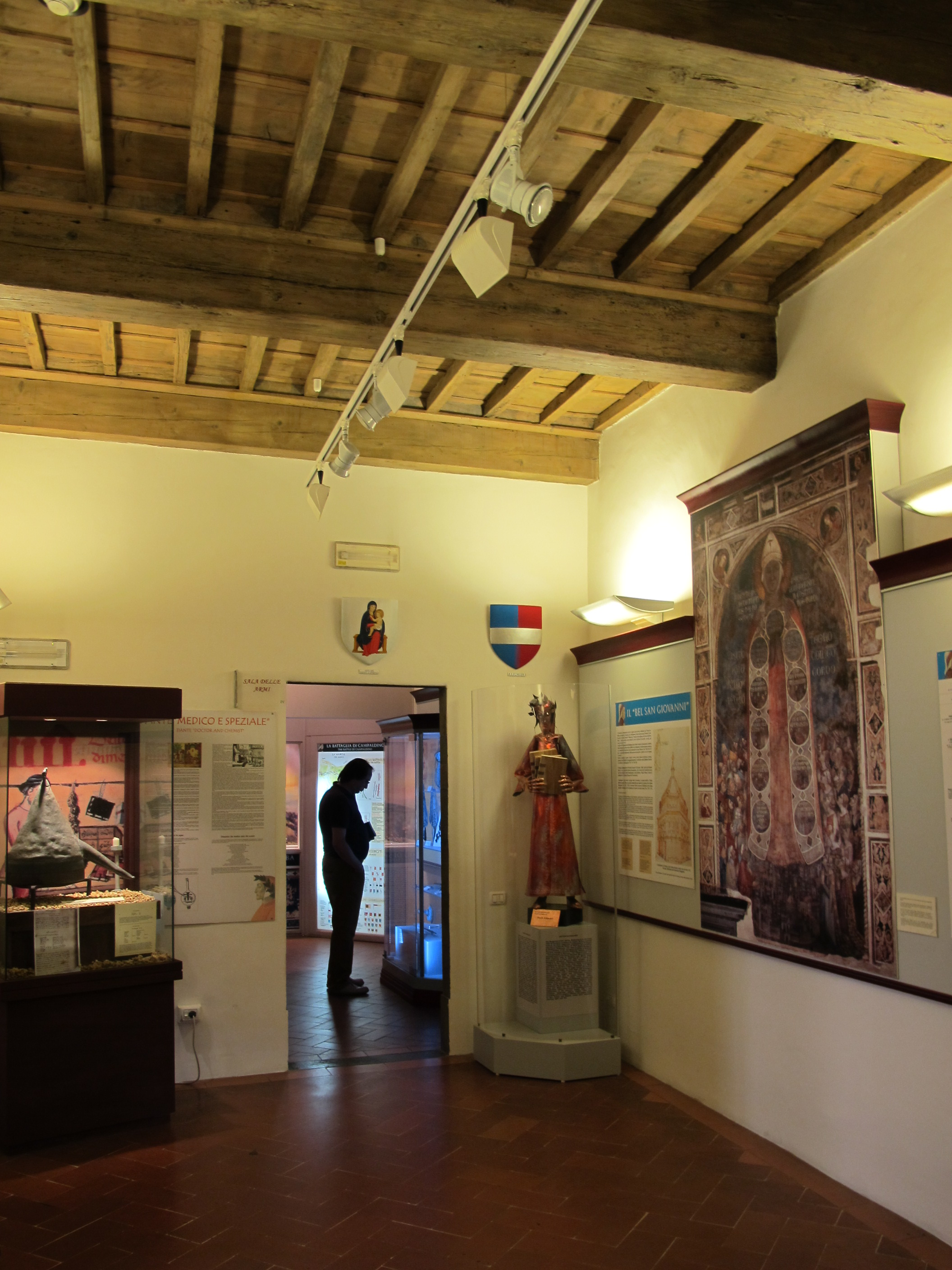
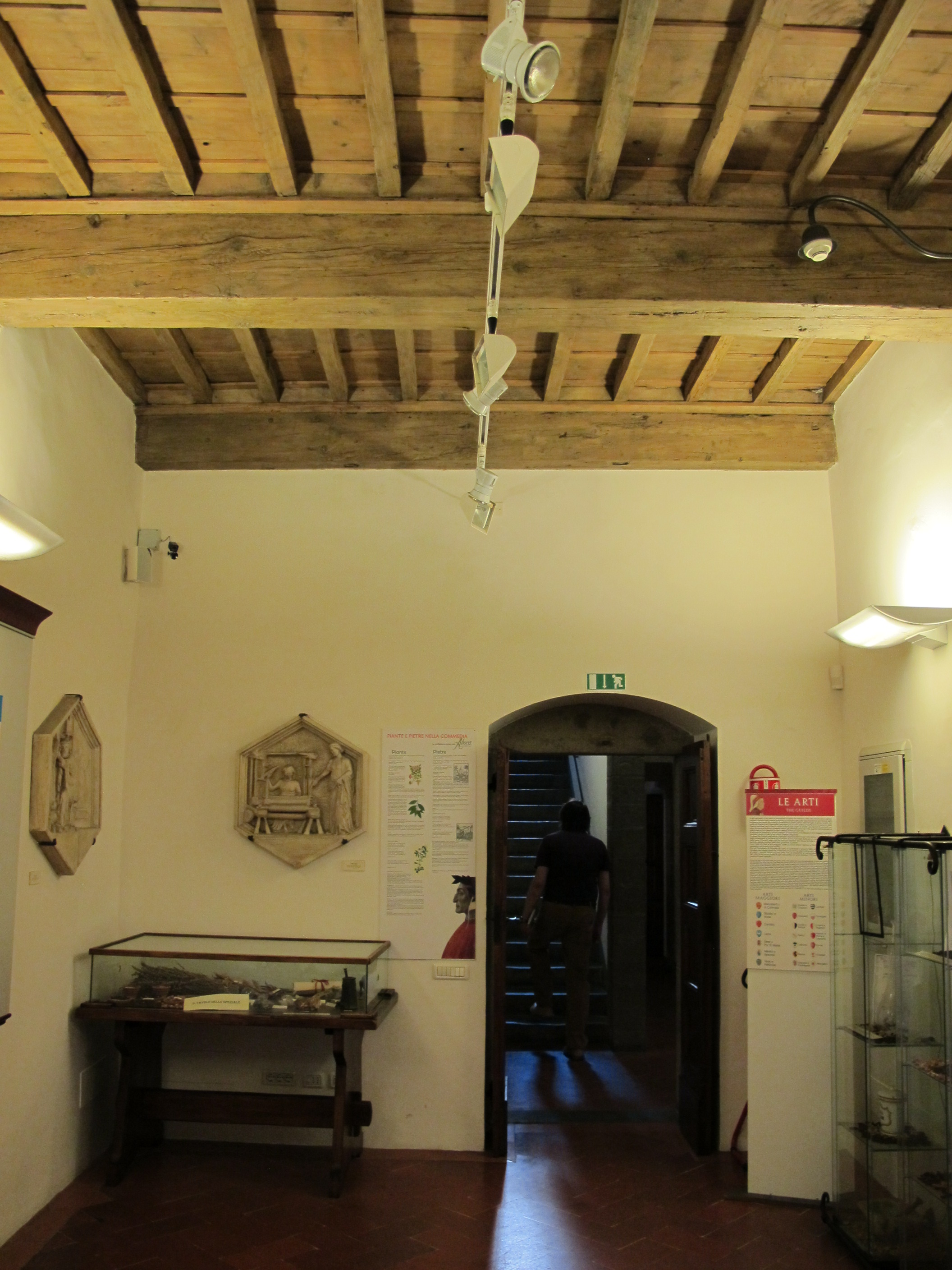
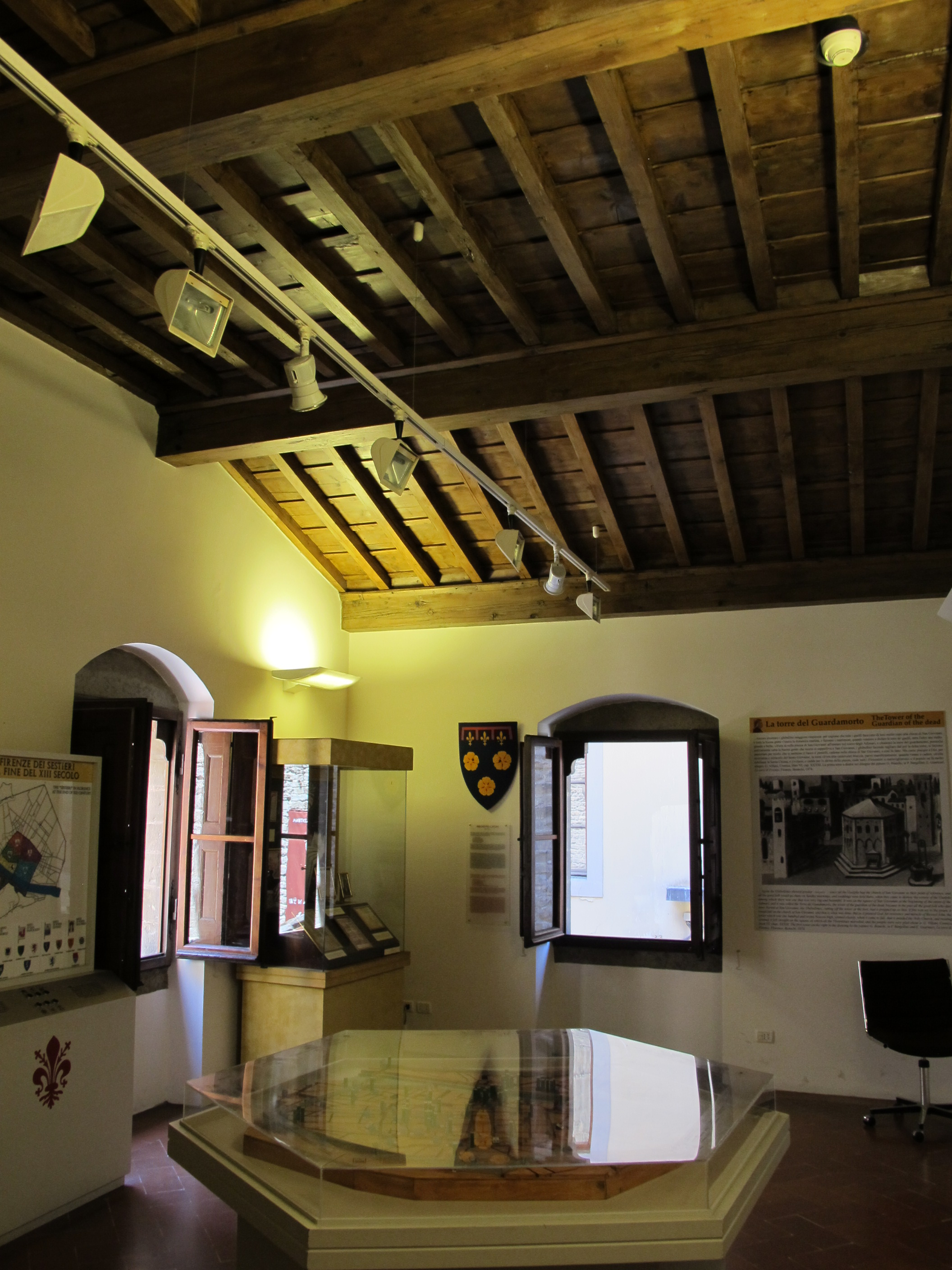

En 1994 le musée est rouvert au public sur trois niveaux avec l'exposition de nombreuses reproductions de documents et objets de l'époque de la vie de Dante au Moyen Âge. Une iconographie de Dante à travers les siècles est exposée, avec des copies d'œuvres d’art de Giotto, Fra Angelico, Andrea del Castagno, Ghirlandaio, Luca Signorelli, Raphaël, Michel-Ange... 

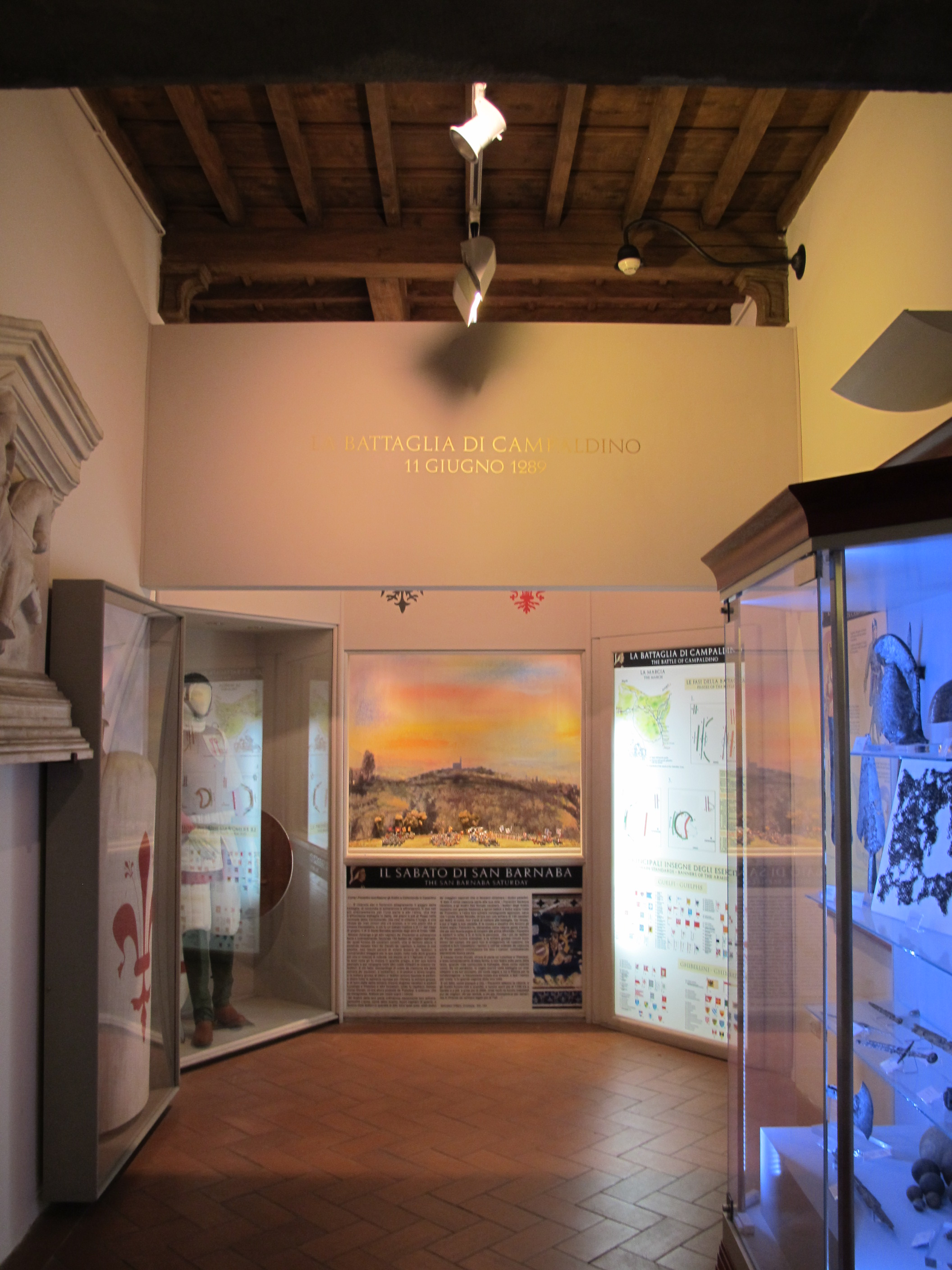
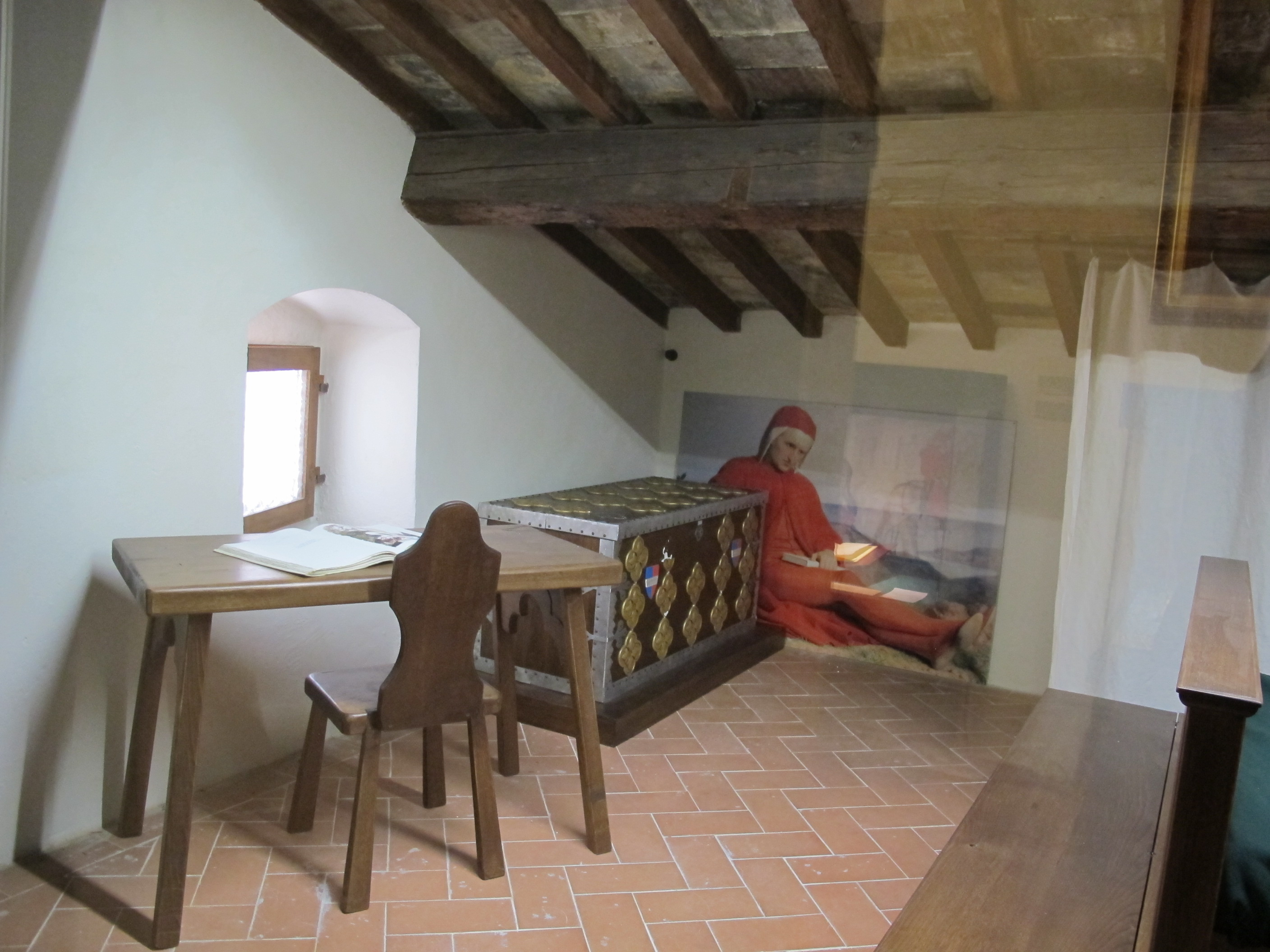
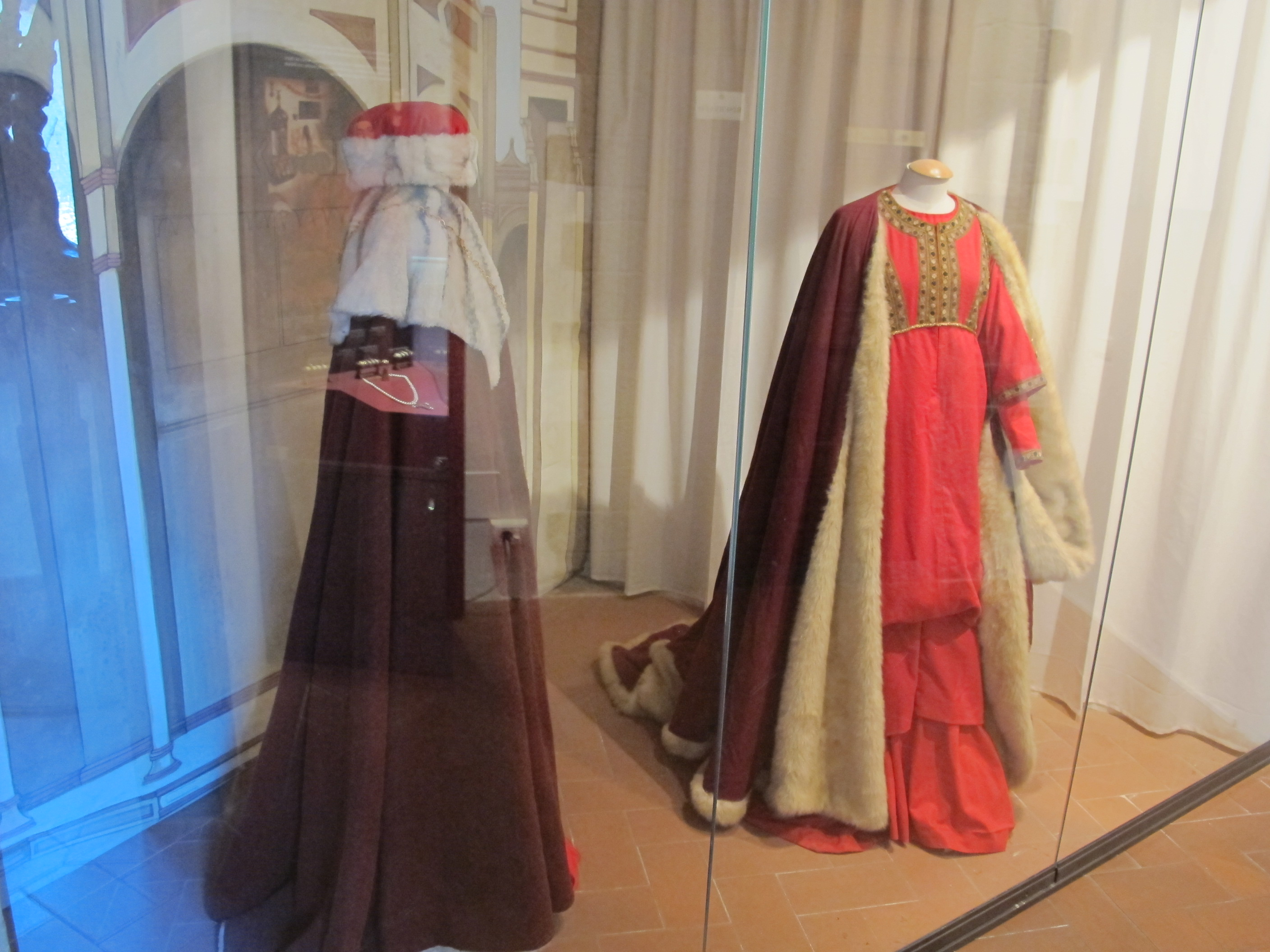
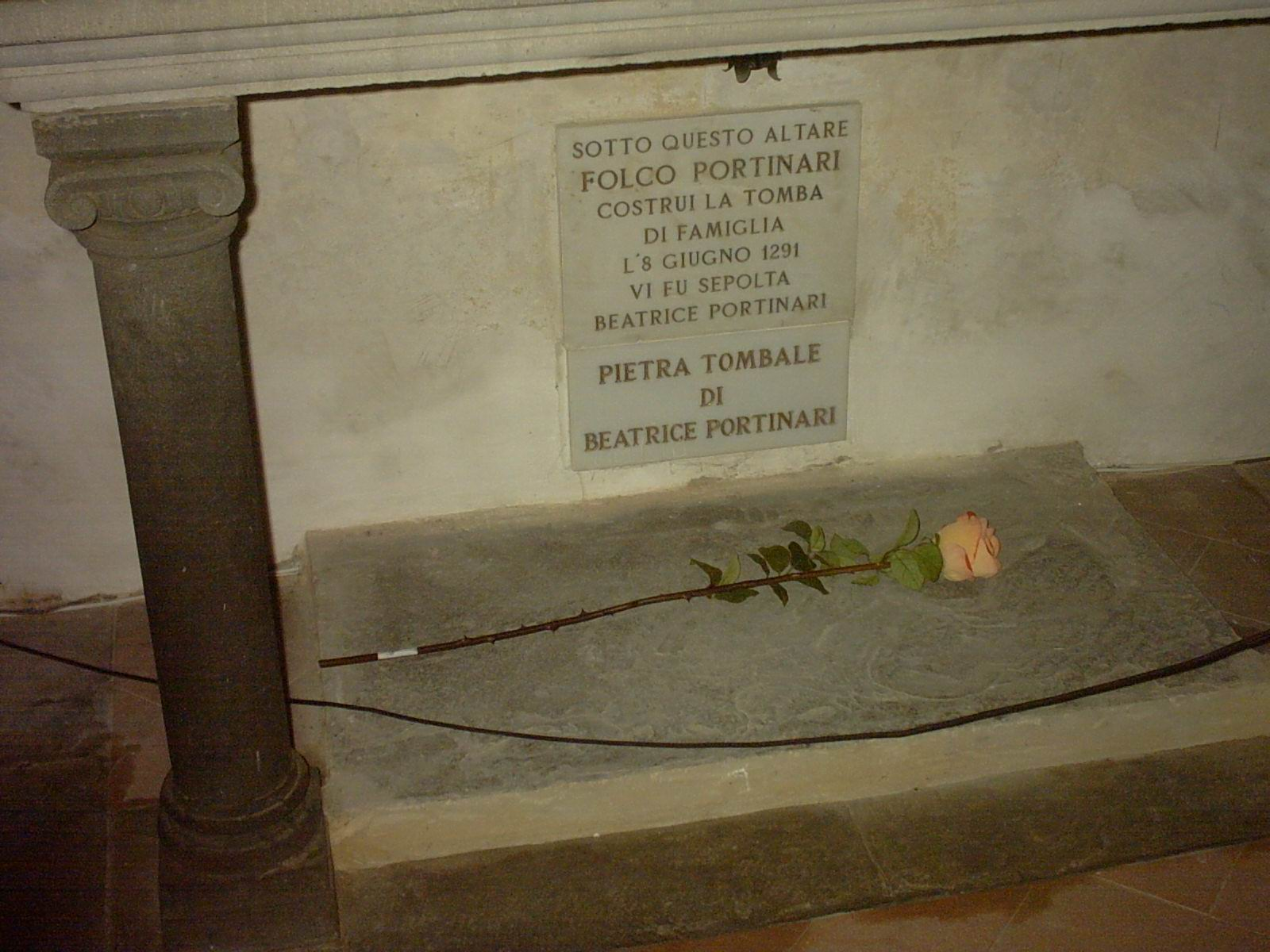
Sépulture (fausse) de Béatrice Portinari, église sainte Marguerite d'Antioche voisine.

La famille Portinari repose dans l'église voisine, famille de sa bien-aimée Béatrice Portinari, dont il chante l'amour dans Le Rime et dans la Vita nuova.